# Steenoven (oventype)

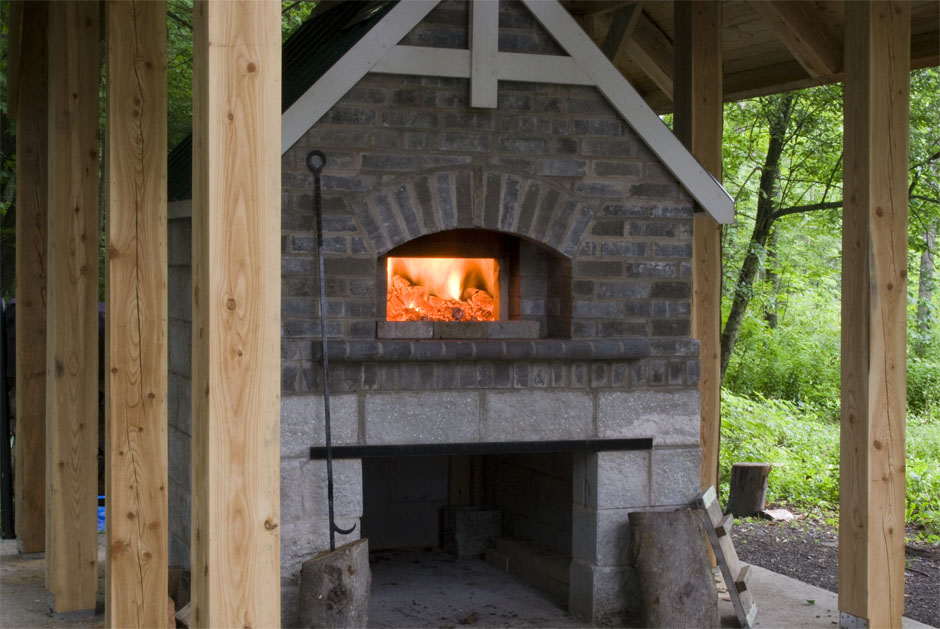
Een steenoven

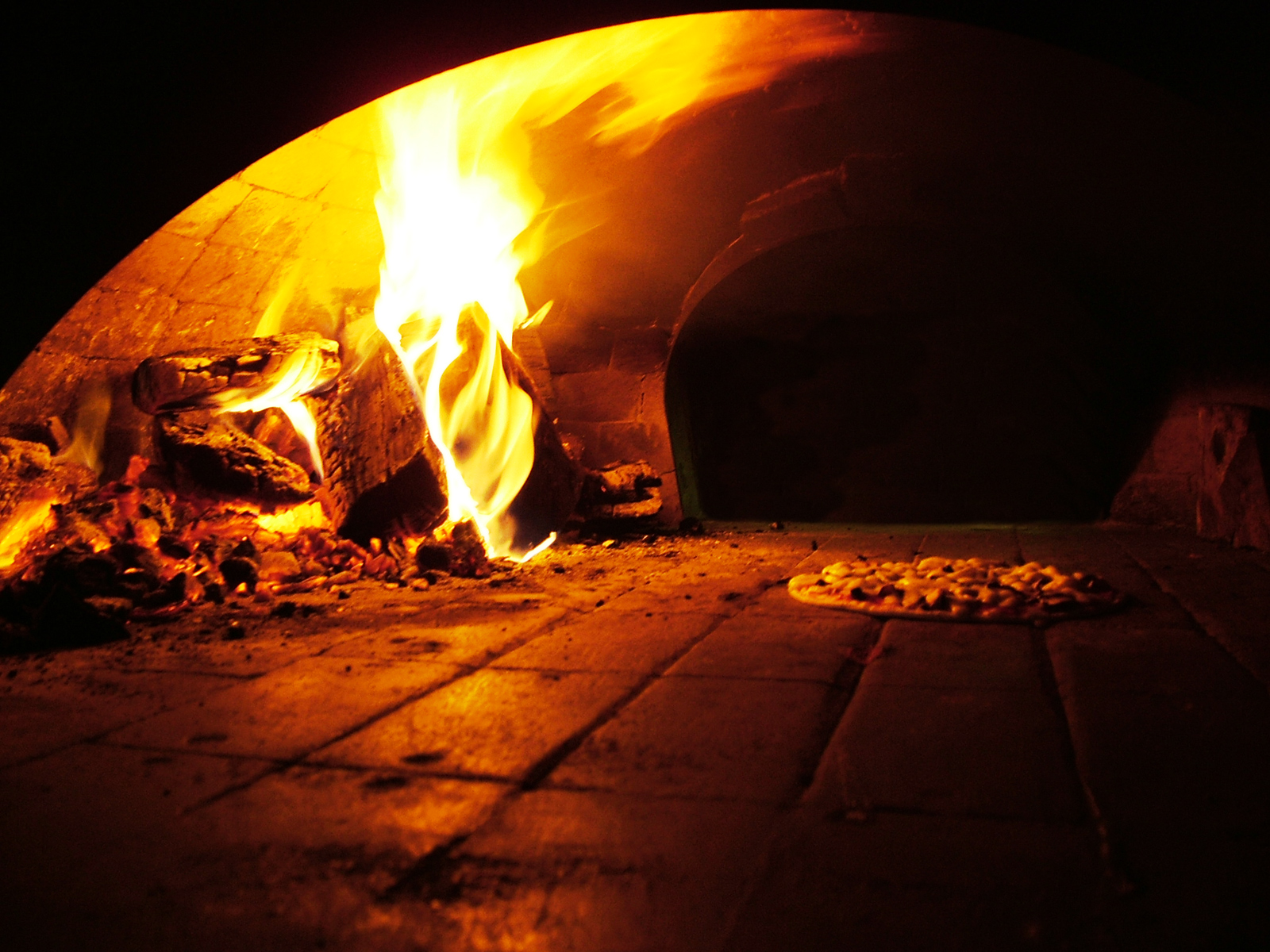
het vuur kan ook opzij geschoven worden, zoals in deze pizzaoven

Een steenoven is in de keuken een type oven, gemaakt van stenen die in een klein hol vierkant zijn gemetseld met bovenaan een schoorsteen en vooraan een klepje zodat men er producten in kan doen en uit kan halen. De oven wordt verwarmd met een houtvuur. Dit type oven wordt meestal gebruikt als bakoven om broden en andere deegproducten in te bakken, zoals pizza's. De steenoven is vanuit het Romeinse rijk door heel West-Europa verspreid. Het was tot ver in de negentiende eeuw het meest gangbare type bakoven. In zijn oorspronkelijke vorm werd het vuur op de bakplaat gestookt. Zodra deze heet genoeg is, wordt de as verwijderd of opzij geschoven en worden de te bakken waren in de oven gelegd, waarna de deur wordt gesloten. Er zijn in de loop der tijd ook varianten ontwikkeld waarbij niet op de bakplaat zelf wordt gestookt.
Een steenoven kan ook gemaakt worden doordat er tegeltjes over de steenlaag zijn gelegd en vastgezet, meestal is dit als versiering, maar in sommige gevallen zit er lucht tussen de tegeltjes en de steenlaag en dat isoleert zodat er meer warmte kan worden vastgehouden in de steenoven.
In moderne steenovens wordt niet altijd meer met hout gestookt. In plaats hiervan kunnen ook gasbranders in de steenoven zijn geplaatst.